# حارة الصمود (المعلا)

تعديل مصدري - تعديل

حارة الصمود هي إحدى حارات حي ناصر الواقع بمديرية المعلا التابعة لمحافظة عدن، بلغ تعداد سكانها 1079 نسمة حسب تعداد اليمن لعام 2004.